# Мепарішвілі Хвича Нодарович
Хвича Нодарович Мепарішвілі (нар. 7 серпня 1972) — народний депутат України (з 21 квітня 2016), член фракції партії «Народний фронт», член політичної партії «Народний фронт».

## Життєпис
Має вищу освіту, на момент обрання до Верховної Ради працював першим заступником генерального директора комунального підприємства виконавчого органу Київської міської ради (Київської міської державної адміністрації) по охороні, утриманню та експлуатації земель водного фонду міста Києва «Плесо».
Одружений, виховує дочку і сина. 